# Casa Gilardi
La Casa Gilardi és un habitatge unifamiliar edificat per a la família Gilardi, construïda i dissenyada l'any 1976 per l'arquitecte mexicà Luis Barragán Morfín a la colònia de San Miguel Chapultepec de la Ciutat de Mèxic. És considerada una de les principals obres de Barragán, formant així part del seu testament arquitectònic.
La seva característica principal radica no tan sols en la seva arquitectura sinó també en els colors, les textures, les seqüències i les disposicions d'espais, la forma d'introduir la llum en les diferents estances de la casa, de tamisar-la, sempre generant sensacions i tot això unit a determinats colors compositivament col·locats per donar espais brillants.
En planta, la seva distribució fa que es vagin descubrint a poc a poc els espais a través de filtres de llum i silenci. Dins d'aquesta arquitectura de sensacions, el recorregut a aquesta casa comença amb una entrada molt senzilla, un passadís condueix i s'amplia, a continuació es pot notar l'escala sense barana que sembla que leviti, ascendint per l'efecte de la llum zenital. Aquesta escala condueix cap a un corredor envaït per una llum groga que es filtra per un seguit d'obertures verticals amb vidres de color ònix, al final de la qual es dona pas a través d'una porta a un espai auster que conté una petita piscina, una rústica taula de menjador, les seves cadires i un aparador. Una paret vermella subjecta la claraboia i banya la piscina, la resta és només llum.
La piscina-estança-menjador es converteix en l'espai central de la casa, un lloc on el pis és interromput en un pas obert de silencis; entre allò sòlid i allò líquid. L'estança s'instal·la a la riba de la piscina, i és aquí on un mur de color rosa, que surt de la pròpia piscina, interactua amb les geometries produïdes per la llum zenital que va transformant l'espai al llarg del dia.